# Denny Solomona
Denny C.J. Solomona (Auckland, 27 settembre 1993) è un rugbista neozelandese, già internazionale per Samoa nel rugby a XIII e, successivamente, per l'Inghilterra nel XV; nel ruolo di tre quarti ala milita nella franchise degli Highlanders.

## Biografia
Benché cresciuto nel rugby a XV, è nel XIII che Solomona emerse a livello professionistico: entrato nell'accademia del Melbourne Storm, si mise in luce con buone prove a livello giovanile ma un infortunio gli impedì l'esordio in prima squadra.
Liberato dal club australiano senza essere mai sceso in campo, si trasferì nel 2014 nel Regno Unito al London Broncos nel quale rimase solo un anno a causa della retrocessione del club; si accasò quindi al Castleford in cui rimase due anni; a ottobre 2016 debuttò per la nazionale a XIII di Samoa ad Apia contro Figi.
L'appuntamento internazionale nelle isole del Pacifico si rivelò a posteriori essere l'ultimo atto della carriera di Solomona nel rugby a XIII, perché pochi mesi più tardi firmò un contratto con il club a XV del Sale Sharks; per la rottura anticipata del contratto il Sale dovette pagare un indennizzo di 200000 £ a Castleford.
Dopo 3 anni di residenza, nel 2017 Solomona divenne idoneo a rappresentare l'Inghilterra, e fu convocato dall'allora C.T. Eddie Jones per il tour in Argentina nel corso del quale debuttò a San Juan marcando anche la meta decisiva per la vittoria.
Dal 2022 milita di nuovo in Nuova Zelanda nella franchise degli Highlanders.